# Ludwig Augustinsson
Hans Carl Ludwig Augustinsson (Stockholm, 1994. április 21. –) svéd válogatott labdarúgó, az Aston Villa játékosa kölcsönben a Sevilla csapatától.

## Sikerei, díjai

### Klub
- IFK Göteborg
  - Svéd harmadosztály bajnoka: 2010
  - Svéd kupa: 2012–13
- København
  - Dán bajnokság: 2015–16, 2016–17
  - Dán kupa: 2014–15, 2015–16, 2016–17

### Válogatott
- Svédország U21
  - U21-es labdarúgó-Európa-bajnokság: 2015